# Justicia irwinii
Justicia irwinii är en akantusväxtart som beskrevs av D.C. Wasshausen. Justicia irwinii ingår i släktet Justicia och familjen akantusväxter. Inga underarter finns listade i Catalogue of Life.